# 8-Bit (студия)
8-Bit. (яп. 株式会社エイトビット  кабусики гайся 8 Бит) — японская аниме-студия, основанная бывшими сотрудниками Satelight.

## История
8 Bit была основана в сентябре 2008 года после того, как сотрудники студии Satelight покинули компанию, чтобы создать собственную. Студия Satelight была ответственна за работу над Macross и Aquarion.

## Работы
- IS (Infinite Stratos) (2011)[3]
- Aquarion Evol (2012)[4]
- Busou Shinki (2012)[5]
- Encouragement of Climb (2013)[6]
- Infinite Stratos 2 (2013)
- Walkure Romanze (2013)[7]
- Tokyo Ravens (2013)[8]
- Encouragement of Climb 2 (2014)[9]
- Grisaia no Kajitsu (2014)[10]
- Absolute Duo (2015)[11]
- Grisaia no Rakuen (2015)[12]
- Comet Lucifer (2015)[12]
- Shōnen Maid (2016)[13]
- Rewrite (2016)[14]
- Knight's & Magic (2017)[15]
- Rewrite (2017)
- Encouragement of Climb 3: Yama no Susume (2018)
- «О моём перерождении в слизь» (2018)
- Stars Align (2019)
- If My Favorite Pop Idol Made It to the Budokan, I Would Die (2020)
- Mahouka Koukou no Rettousei 2 (2020)
- «О моём перерождении в слизь» [ТВ-2 и 3] (2021)
- Encouragement of Climb 4: Next Summit (2022)
- Синяя тюрьма: Блю Лок (2022)
- Shy (2023)

### Полнометражные аниме
- Macross Frontier the Movie: The False Songstress (2009)
- Grisaia no Meikyuu (2015)[16]
- Mahouka Koukou no Rettousei Movie: Hoshi wo Yobu Shoujo (2017)
- Mahouka Koukou no Rettousei Movie: Tsuioku Hen (2021)

### OVA
- Infinite Stratos: Encore: A Sextet Yearning for Love (2011)
- Infinite Stratos 2: Long Vacation Edition (2013)
- Infinite Stratos 2: World Purge-hen (2014)
- Encouragement of Climb: Omoide no Present (2017)
- «О моём перерождении в слизь» (2019)